# Petja Piiroinen
Petja Piiroinen (Hyvinkää, 15 de agosto de 1991) es un deportista finlandés que compitió en snowboard. Ganó una medalla de oro en el Campeonato Mundial de Snowboard de 2011, en la prueba de big air. Su hermano Peetu también compite en snowboard.

## Medallero internacional
| Campeonato Mundial | Campeonato Mundial | Campeonato Mundial | Campeonato Mundial |
| Año                | Lugar              | Medalla            | Competición        |
| ------------------ | ------------------ | ------------------ | ------------------ |
| 2011               | La Molina (España) | Medalla de oro     | Big air            |